# Caio Fúlvio Plauciano

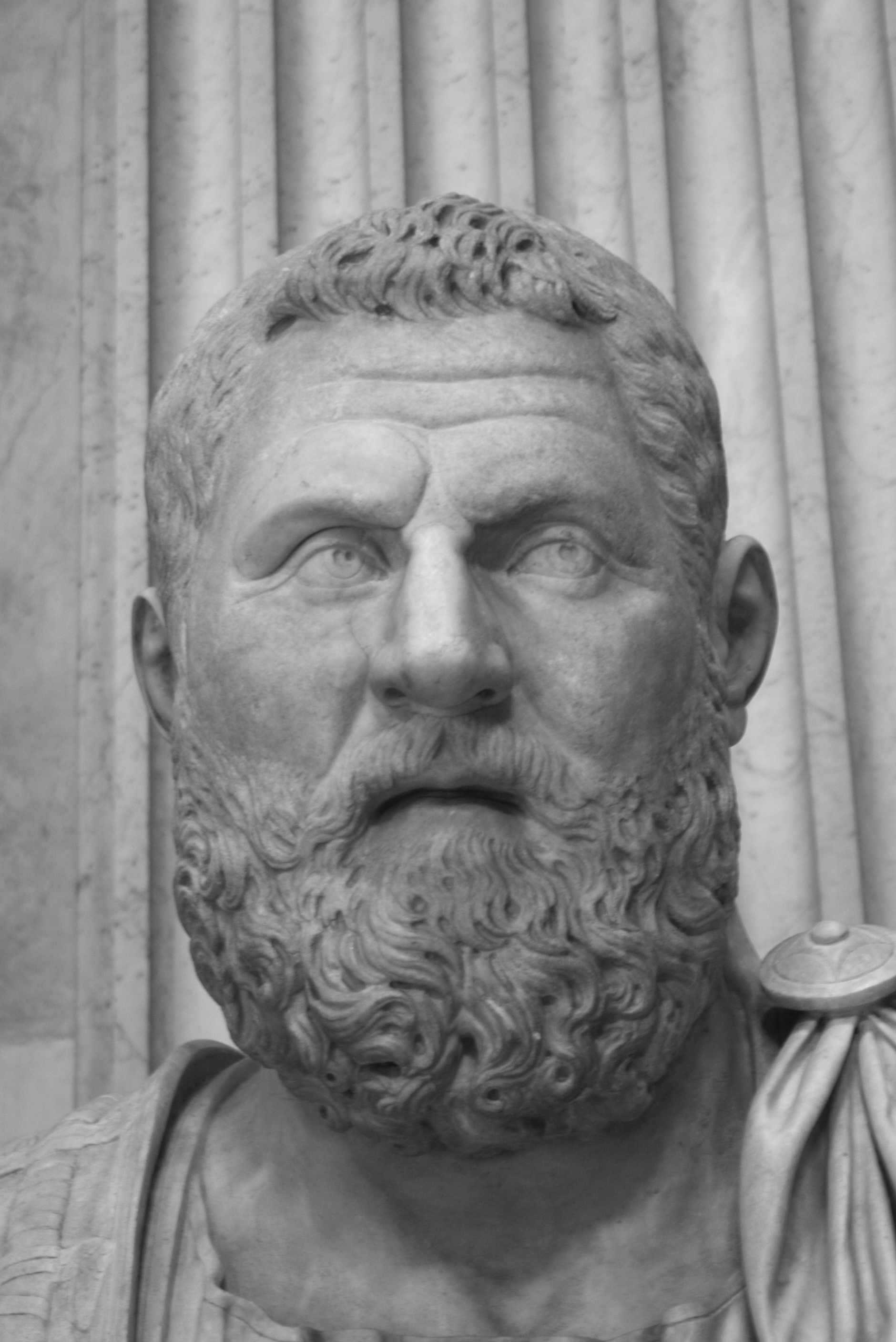
Caio Fúlvio Plauciano

Caio ou Lúcio Fúlvio Plauciano (em latim: Gaius/Lucius Fulvius Plautianus; c. 150 - 22 de janeiro de 205) foi um general romano membro da gens Fulvia, uma família patrícia da Roma antiga ativa na política desde a época da República Romana.

## História
Plauciano foi nomeado prefeito pretoriano em 197. Ele recebeu diversas honrarias por ser amigo de Sétimo Severo, incluindo as insígnias consulares, um assento no senado romano e o consulado em 203, durante o qual a imagem de Plauciano apareceu nas moedas imperiais junto com a do filho de Severo, Públio Sétimo Geta.
Ele apoiou Severo na administração do império e ficou muito rico e poderoso. Era, de fato, o segundo no comando do império. Em 202, Plauciano casou sua filha, Públia Fúlvia Plaucila com Caracala, o primeiro filho de Severo, em Roma. O casamento não foi feliz e, na realidade, o imperador detestava a esposa e o pai dela, chegando a ponto de ameaçá-los de morte assim que assumisse o trono. Quando soube disso, Plauciano começou a articular para derrubar a família de Severo. Por outro lado, o poder de Plauciano era tal que a imperatriz Júlia Domna e o imperador começaram a ficar preocupados.
Quando a traição de Plauciano foi descoberta, a família imperial ordenou que fosse morto em 22 de janeiro de 205. Suas propriedades foram confiscadas e seu filho, que tinha o mesmo nome do pai, filha e neta foram exilados na Sicília e, depois, em Lipari. O nome de Plauciano foi apagado dos monumentos públicos. Todos eles acabaram estrangulados por ordem de Caracala no início de 212.

## Filhos
Plauciano se casou com Hortênsia e teve dois filhos:
- Fúlvia Plaucila, esposa de Caracala e imperatriz.
- Caio Fúlvio Pláucio Hortensiano (c. 170 - 212), casado com Aurélia (n. ca. 170), filha de Lúcio Aurélio Galo (ca. 140 - depois de 174), cônsul em 174, com quem teve:
  - Fúlvia (n. ca 192), casada com Lúcio Nerácio Júnio Macer (n. ca 185), consularis vir in Saepinum.